# Michele Soavi
Michele Soavi (né le 3 juillet 1957 à Milan, en Italie) est un réalisateur, scénariste et acteur italien, particulièrement versé dans le giallo et le cinéma d'épouvante.

## Biographie
Fils de l'écrivain Giorgio, il abandonne ses études pour se consacrer à sa passion pour le cinéma et commence à travailler comme acteur au milieu des années 1970, en jouant rarement plus que des petits rôles. Il se tourne rapidement vers les aspects techniques et travaille comme assistant monteur ; il participe également à la production d'un film de Marco Modugno, Bambulè (it), tourné en Super 8. Au début des années 1980, Soavi a l'occasion de collaborer avec son modèle Dario Argento sur le film Ténèbres, mais surtout avec Joe D'Amato, en tant qu'assistant réalisateur. En 1982, il travaille également comme scénariste et accompagne à ce titre deux productions de D'Amato, qui est lui-même le producteur de la première réalisation de Soavi, le film d'épouvante Bloody Bird, sorti en 1987. Ses deux films suivants sont produits par Argento et témoignent de ses influences stylistiques. En 1993, il réalise Dellamorte Dellamore d'après le roman de Tiziano Sclavi. Cette comédie horrifique est très remarquée. Le film obtient le prix du jury à Fantastic'Arts 1995 (Festival de Gérardmer) et le film est considéré par Martin Scorsese comme le meilleur film italien de la décennie. L'année suivante, il devient membre du jury lors du festival Fantastic'Arts 1996. Entre 1995 et 1998, il met en scène de nombreux films publicitaires, puis des gialli orientés action pour la télévision, souvent avec Raoul Bova comme protagoniste, comme les films Ultimo ou encore Nassiryia - Per non dimenticare en 2007. En 2006, son œuvre cinématographique Arrivederci amore, ciao sur la période des années de plomb italiennes (les années 1970 et le début des années 1980) sort en salles.
Il collabore souvent avec le scénariste Franco Ferrini. Dans de nombreux cas, Soavi a également tourné en s'appuyant sur ses propres scénarios. Dans les années 2010, il travaille surtout sur des séries télévisées. Son œuvre compte environ deux douzaines de productions.

## Filmographie

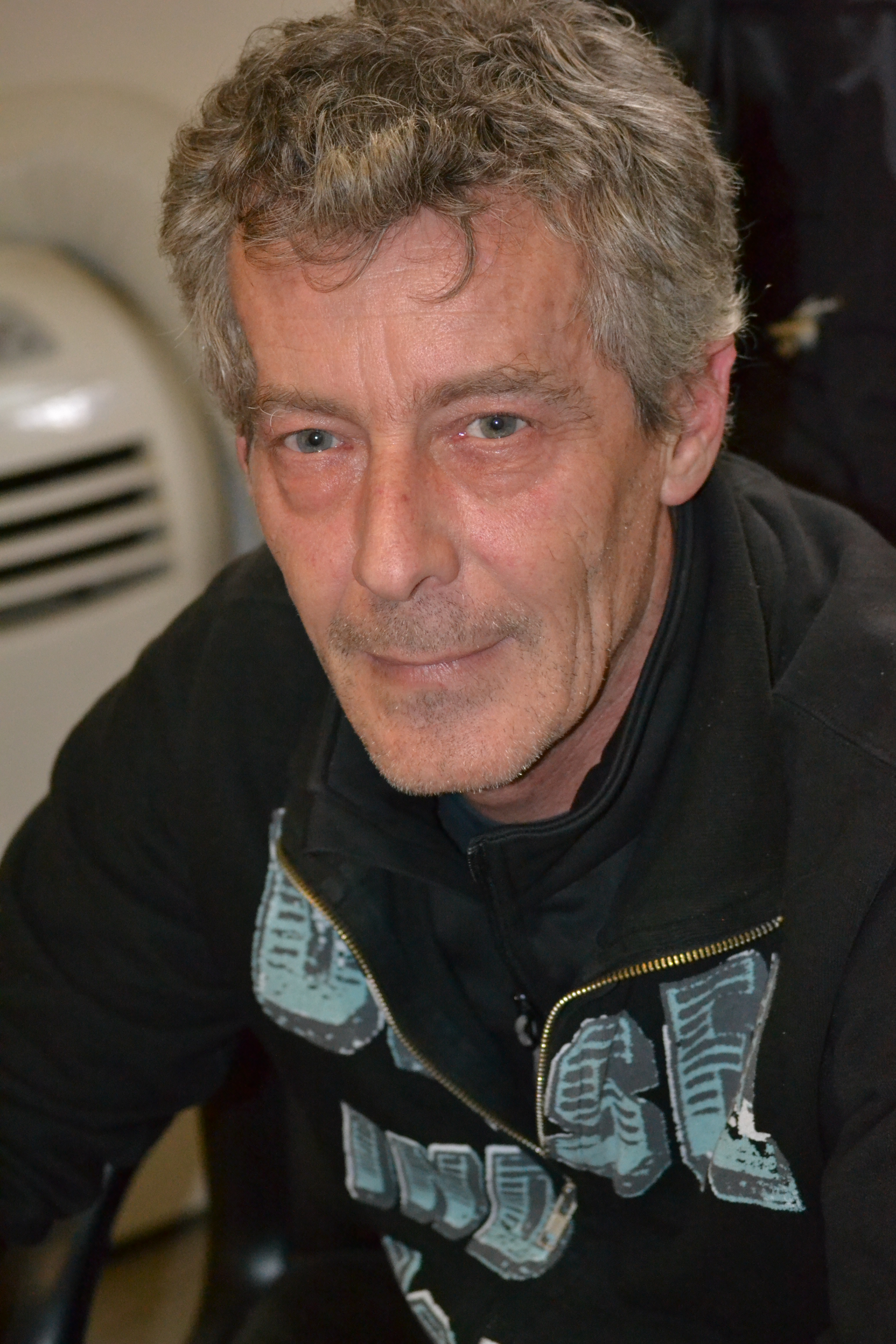
Soavi en 2011.

### Comme réalisateur

#### Cinéma
- 1985 : The Valley (clip de 4 minutes)
- 1985 : Le Monde de l'horreur (Il mondo dell'orrore di Dario Argento) (documentaire)
- 1987 : Bloody Bird (Deliria)
- 1989 : Sanctuaire (La chiesa)
- 1991 : La Secte (La setta)
- 1994 : Dellamorte Dellamore
- 2006 : Arrivederci amore, ciao
- 2008 : Il sangue dei vinti
- 2018 : La Sorcière de Noël (La Befana vien di notte)

#### Télévision
- 1999 : Ultimo - Le défi (it) (Ultimo 2 - La sfida)
- 2001 : Il testimone (it)
- 2001 : Uno bianca (it)
- 2002 : Francesco (it)
- 2003 : Aller simple pour la mort (it) (Ultima pallottola)
- 2004 : Ultimo - Dans les griffes de la mafia (it) (Ultimo 3 - L'infiltrato)
- 2006 : État pour cible (it) (Attacco allo stato)
- 2007 : Nassiriya - Per non dimenticare (it)
- 2011 : La narcotici (it) (feuilleton)
- 2013 : Ultimo - L'occhio del falco (it)
- 2013 : Adriano Olivetti - La forza di un sogno (it)
- 2015 : Questo è il mio paese (it)
- 2016 : Rocco Schiavone
- 2018 : Rocco Chinnici (it) (Rocco Chinnici - È così lieve il tuo bacio sulla fronte)
- 2019 : Mentre ero via (it) (feuilleton)
- 2020 : La guerra è finita (it) (feuilleton)
- 2021 : Màkari (it) (feuilleton)
- 2023 : Blanca (feuilleton), seconde saison coréalisée avec Jan Maria Michelini

### Comme assistant-réalisateur
- 1979 : Bambulè (it) de Marco Modugno
- 1979 : Figlio delle stelle de Carlo Vanzina
- 1981 : Horrible (Rosso sangue) de Joe D'Amato
- 1982 : Ténèbres (Tenebre) de Dario Argento
- 1982 : Cuando calienta el sol... vamos alla playa (it) de Mino Guerrini
- 1983 : 2020 Texas Gladiators (Anno 2020 - I gladiatori del futuro) de Joe D'Amato
- 1983 : La Maison de la terreur (La casa con la scala nel buio) de Lamberto Bava
- 1983 : Le Gladiateur du futur (Endgame - Bronx lotta finale) de Joe D'Amato
- 1983 : Favoriti e vincenti (it) de Salvatore Maira
- 1984 : Blastfighter, l'exécuteur (Blastfighter) de Lamberto Bava
- 1985 : Phenomena de Dario Argento
- 1985 : Démons (Dèmoni) de Lamberto Bava
- 1987 : Opéra (Opera) de Dario Argento
- 1988 : Les Aventures du baron de Münchausen (The Adventures of Baron Munchausen) de Terry Gilliam
- 2005 : Les Frères Grimm (The Brothers Grimm) de Terry Gilliam

### Comme scénariste
- 1982 : Ator le Conquérant (Ator l'invincibile) de Joe D'Amato
- 1982 : Caligula, la véritable histoire (Caligola: La storia mai raccontata) de Joe D'Amato
- 1985 : Le Monde de l'horreur (Il mondo dell'orrore di Dario Argento), documentaire de Michele Soavi
- 1989 : Sanctuaire (La chiesa) de Michele Soavi
- 1989 : Voglia di rock de Massimo Costa (it)
- 1991 : La Secte (La setta) de Michele Soavi
- 1999 : Ultimo - Le défi (it) (Ultimo 2 - La sfida) de Michele Soavi
- 2001 : Il testimone (it) de Michele Soavi
- 2001 : Uno bianca (it) de Michele Soavi
- 2002 : Francesco (it) de Michele Soavi
- 2003 : Aller simple pour la mort (it) (Ultima pallottola) de Michele Soavi
- 2006 : Arrivederci amore, ciao de Michele Soavi
- 2008 : Il sangue dei vinti de Michele Soavi

### Comme acteur
- 1975 : La prof donne des leçons particulières (L'insegnante) de Nando Cicero
- 1978 : La Grande Bataille (Il grande attacco) d'Umberto Lenzi : Ted Foster
- 1978 : Piccole labbra (it) de Domenico Cattarinich (it) : le saltimbanque
- 1979 : L'anno dei gatti (it) d'Amasi Damiani : Flavio Pellicani
- 1979 : Bambulè (it) de Marco Modugno
- 1980 : Uomini e no de Valentino Orsini
- 1980 : Le monstre attaque (Alien 2 sulla Terra) de Ciro Ippolito : Burt
- 1980 : Frayeurs (Paura nella città dei morti viventi) de Lucio Fulci : Tommy Fisher
- 1980 : Cobra (Il giorno del cobra) d'Enzo G. Castellari : Leo Kandinsky
- 1981 : Horrible (Rosso sangue) de Joe D'Amato : un motard
- 1982 : L'Éventreur de New York (Lo squartatore di New York) de Lucio Fulci : l'acheteur de journaux
- 1982 : Ténèbres (Tenebre) de Dario Argento : le compagnon de Maria
- 1982 : Caligula, la véritable histoire (Caligola: La storia mai raccontata) de Joe D'Amato : Domitius
- 1983 : La Maison de la terreur (La casa con la scala nel buio) de Lamberto Bava : Tony Rendina
- 1983 : Le Gladiateur du futur (Endgame - Bronx lotta finale) de Joe D'Amato : trafiquant d'or
- 1983 : Les Prédateurs du futur (I predatori di Atlantide) de Ruggero Deodato : James
- 1984 : Blastfighter, l'exécuteur (Blastfighter) de Lamberto Bava : Pete
- 1985 : Phenomena de Dario Argento : Kurt, l'assistant de Geiger
- 1985 : Démons (Dèmoni) de Lamberto Bava : l'homme en noir
- 1987 : Opéra (Opera) de Dario Argento : inspecteur Daniele Soave
- 1987 : Bloody Bird (Deliria) de Michele Soavi : le jeune policier
- 1989 : Sanctuaire (La chiesa) de Michele Soavi : le 1er policier à la maison de Lisa
- 1989 : Il gatto nero (it) de Luigi Cozzi : Carl
- 1991 : La Secte (La setta) de Michele Soavi : le magicien à la télé
- 1994 : Dellamorte Dellamore de Michele Soavi : l'homme sur la place publique
- 2007 : Milano Palermo - Il ritorno (it) de Claudio Fragasso : le tueur à gages au fusil à pompe
- 2018 : Aquarius Visionarius - Il cinema di Michele Soavi (it), documentaire de Claudio Lattanzi
- 2023 : Dario Argento Panico de Simone Scafidi

## Distinctions
- Festival international du film fantastique d'Avoriaz 1987 : Prix de la peur pour Bloody Bird
- Fantastic'Arts 1995 : Prix du jury et prix du public pour Dellamorte Dellamore